# Лопью (приток Лоптюги)
Лопью (устар. Лопь-Ю) — река в России, протекает по территории Удорского района Республике Коми. Устье реки находится в 15 км по левому берегу реки Лоптюги. Длина реки — 10 км.

## Данные водного реестра
По данным государственного водного реестра России относится к Двинско-Печорскому бассейновому округу, водохозяйственный участок реки — Мезень от истока до водомерного поста у деревни Малонисогорская. Речной бассейн реки — Мезень.